# Theophilus Gran
Theophilus Gran, född 26 juli 1723 i Lycksele församling, död 24 april 1797 i Piteå landsförsamling, var en svensk präst.

## Biografi
Theophilus Gran var son till kyrkoherden Olof Gran, som sist hade tjänst i Nederkalix, och Elsa Hernodius. Han inskrevs vid Härnösands gymnasium 1738 och blev 1742 student vid Uppsala universitet, där han 1752 promoverades till filosofie magister. Han prästvigdes 1753 och blev då pastorsadjunkt hos sin far i Nederkalix. År 1756 avlade han pastoralexamen och blev 1757 skolmästare i Jokkmokks församling och komminister där 1765. År 1767 valdes han till kyrkoherde i Piteå landsförsamling med tillträde året därpå. Från 1774 fick han fungera som prost i pastoratet och 1778 blev han ordinarie kontraktsprost. År 1794 utnämndes han till teologie doktor.
Theophilus Gran efterlämnade en skrift, Guds låf af barns och spenabarns mun: Lappflickan Elsa Larsdotters uppbyggeliga dödssäng och saliga död, som utgavs postumt på svenska och samiska av Evangeliska sällskapet i Stockholm. Den bär vittne om hans engagemang för samernas mission och utkom ånyo i slutet av 1800-talet. En text om en lappdrängs omvändelse sände Gran till Samfundet Pro Fide et Christianismo; den har utgivits och analyserats av Daniel Lindmark. Han visar hur 1600-talets ordodoxa missionspraxis på Grans tid hade övergått till en missionsverksamhet av mer pietistisk art. 

### Familj
Theophilus Gran var bror till kyrkoherden Nils Gran i Jukkasjärvi. Han var gift första gången med Elisabeth Svanberg, som var dotter till bergmästaren Seger Svanberg, och andra gången med Margareta Catharina Lang, som var dotter till prosten Lars Lang. En dotter i andra äktenskapet var gift med majoren Nils Jacob Turdfjæll.